# Victor Chaves
Vitor Chaves Zapalá Pimentel (Ponte Nova, 15 de abril de 1975), mais conhecido como Victor Chaves é um músico, cantor, compositor, arranjador, produtor musical e poeta brasileiro, famoso por integrar com seu irmão Léo Chaves, a dupla sertaneja Victor & Léo.

## Biografia e carreira
Aos 11 anos, Victor cresceu na cidade mineira de Manhuaçu, onde aprendeu a tocar violão.
Em 1992, Victor e seu irmão mais novo Leonardo Chaves Zapalá Pimentel, mais conhecido como Leo, se uniram e formaram uma dupla sertaneja (Victor e Leo).
Dotados de um estilo único, sempre destacaram-se por musicalidade diversa, respeitando suas raízes sertanejas, mas jamais deixando de mergulhar em suas essências roqueiras e misturas caracterizadas pela música folk, por exemplo. Venceram o Grammy Latino de 2013, com o álbum Ao vivo em Floripa. A dupla foi indicada 8 vezes ao prêmio.
Em 1993, Victor fez sua primeira canção "Flor do Campo". Dentre suas composições para a dupla, destacam-se "Deus e eu no sertão" (tema de abertura da novela Paraíso), "Amigo Apaixonado", "Fada", "Borboletas" (música mais acessada da história do Cifra Club), "Vida boa", "Estrada vermelha" (trilha da novela Êta Mundo Bom), "Boa sorte pra você", "Estrela cadente", "Tem que ser você" (trilha da novela A Favorita), "Nada normal", "Sinto falta de você", entre outras.
Além de solista, compositor, arranjador e produtor, Victor Chaves também brilhou como primeira voz em canções de muito sucesso, como “Momentos“, “Deus e eu no sertão“, “Tempo de amor“ e “Chuva de bruxaria”.
Com suas composições no topo das paradas em todas as regiões do Brasil, liderou por seguidos anos a arrecadação em direitos autorais no país, tornando-se um dos mais respeitados nomes do mercado da música ao longo das últimas duas décadas.

## Discografia

### Solo
- 2020: Projeto VC

## Controvérsias

### Agressão física
Em fevereiro de 2017, o cantor foi acusado de agredir sua então esposa, a empresária Poliana Bagatini Chaves, na época grávida. Em um vídeo gravado por uma câmera de segurança, o cantor empurra a esposa dentro de prédio onde eles moravam, em Belo Horizonte. A empresária prestou queixa na manhã do dia 24, em uma delegacia da Polícia Civil de Belo Horizonte.
Porém, após registrar queixa, Poliana publicou em seu perfil do Instagram um comunicado em que afirma: "Vitor não me machucou e nunca me machucaria". Na ocasião, Poliana afirmou que nunca teve interesse que fosse aberta uma investigação penal e que apenas realizou o exame de corpo de delito no dia seguinte "para comprovar a inexistência de qualquer lesão".
Victor e o irmão não foram afastados do The Voice Kids, um reality show musical, mas Victor recusou uma possível renovação do contrato em função de uma retratação do próprio programa que insinuava fatos não comprovados. A fidelidade de seu público e a enorme representatividade da dupla no cenário musical, permitiu com que eles continuassem normalmente a tocar pelos palcos de todo o país. A parada da dupla ao fim de 2018, foi em comum acordo, após muito conversarem sobre o tema ao longo dos anos.
Em 29 de novembro de 2019, o cantor foi condenado a 18 dias de prisão em regime aberto. Na ocasião, um vídeo foi veiculado na mídia mostrando que de fato não houve agressão, e sim, uma situação de descontrole, onde o cantor tentava conter a ex-mulher que estava fora de si.
Em junho de 2020, após 3 anos de silêncio sobre o caso, em entrevista para o jornal Folha de S.Paulo, Victor contou que 6 dias após o episódio, quase tirou a própria vida. Relembrou também que o caso tratou-se de uma contenção a um descontrole emocional grande. Atualmente, Victor e Poliana mantém uma boa relação, desfrutando inclusive, da guarda compartilhada dos filhos.